# I, Frankenstein
I, Frankenstein è un film del 2014 scritto e diretto da Stuart Beattie, con protagonista Aaron Eckhart.
La pellicola è tratta dall'omonima graphic novel di Kevin Grevioux, qui anche attore e produttore esecutivo, ispirata alla creatura del celeberrimo romanzo Frankenstein di Mary Shelley.

## Trama
Il protagonista della pellicola è il "mostro" immortale creato dal dott. Victor Frankenstein (personaggio che nel film viene descritto come uno scienziato realmente esistito ma di cui si sono perse sia le tracce che gli esperimenti). Dopo aver ucciso per vendetta la moglie del suo creatore, in seguito alla morte di quest'ultimo, avvenuta per assideramento, mosso da pietà decide di seppellirne comunque il corpo in un cimitero, qui viene attaccato da un gruppo di demoni che hanno il compito di catturarlo per ordine di un principe infernale di nome Naberius. Salvato da due gargoyle scopre l'esistenza di una guerra segreta in atto da secoli tra le due specie. Quella dei demoni, 666 legioni (numero corrispondente al numero della Bestia nell'Apocalisse di Giovanni), giunti sulla Terra dalla caduta di Satana e quella dei Gargoyle discendenti dell'arcangelo Michele. La regina dei Gargoyle, Leonore, dà il nome di Adam al mostro e gli chiede di combattere per la loro causa, ma questi preferisce non schierarsi e si allontana verso i luoghi più remoti della terra per oltre due secoli, portando con sé soltanto una coppia tonfa. Leonore scoprendo gli appunti del creatore di Adam, dice a Gideon, suo secondo in comando, di nasconderli subito nella cripta, perché sono la prova che il loro Dio non è più l'unico creatore della vita.
Ritornato alla civiltà, questa volta per dare egli stesso la caccia ai demoni, scopre che un ricco mecenate sta finanziando una ricerca simile a quella di Frankenstein per riportare in vita corpi morti, facendosi aiutare da Terra, una famosa scienziata. Lo scopo del mecenate è però più oscuro: infatti dietro il suo volto umano si nasconde proprio il demone Naberius, il cui scopo è ridare la vita ai cadaveri che, senza più l'anima, possono essere abitati dagli spiriti demoniaci dell'inferno, creando in tal modo un nuovo esercito che conquisti il mondo.
Adam viene incolpato da Leonore, Gideon e gli altri Gargoyle per i suoi attacchi ai demòni di fronte agli umani: durante uno di questi scontri un poliziotto perde la vita. Viene quindi imprigionato nella dimora dei Gargoyle. I demòni, tuttavia, scoprono dove si trova il Quartier Generale dei loro nemici e li attaccano senza pietà. Adam chiede a Opheir di liberarlo per poter combattere al fianco dei Gargoyle. Dopo alcuni tentennamenti il soldato di Dio libera la creatura di Victor, che inizia a combattere insieme ai Gargoyle. Nello scontro Opheir muore, e Keziah, ferita dai demòni, decide di morire per poter stare insieme all'amato in cielo. Dopo la battaglia, Adam scopre da un demone che Leonore è stata rapita e che i Demòni la libereranno solo in cambio della sua consegna ai servi di Satana.
Gideon, tornato alla base, scopre quanto è successo, e visto che Adam sembra scomparso decide di prendere gli appunti di Victor, che illustrano il procedimento grazie al quale si può ridare la vita ai cadaveri, e di consegnare questi ai demoni per liberare Leonore. Adam, però, non è scomparso, e si sta dirigendo dove è stata portata Leonore. Tuttavia, viene preceduto da Gideon, che scambia gli appunti con la regina. Tornati alla base dei Gargoyle, i due hanno una discussione per decidere se lasciare o meno ancora in vita la creatura; infine, si decide di cercarlo di nuovo per imprigionarlo successivamente. Adam segue intanto i demoni fino al loro nascondiglio, dove incontra Terra che, ignorando che il magnate per cui lavora è in realtà il demonio Naberius, gli restituisce gli appunti dopo che Adam le ha illustrato la vicenda; interviene allora Naberius, che tenta di catturare la creatura insieme ai suoi seguaci, ma questa riesce a fuggire insieme a Terra.
Adam avvicina Terra e gli rivela tutto quello che sa della guerra segreta, ma la donna non crede alla storia. Quando però il braccio destro di Naberius si palesa nella sua forma demoniaca per catturare Adam, il quale riesce ad ucciderlo, la scienziata è costretta a ricredersi. Adam e Terra si rifugiano in un luogo riservato, dove nascondono gli appunti di Victor. Terra li studia con attenzione e comprende che Adam vuole che lei gli crei una compagna. I due si dividono per compiere obiettivi distinti: Terra si reca all'incontro con Carl, scienziato che lavorava con lei ma che ignora la vera identità del magnate per cui presta la sua opera, al fine di farlo sfuggire dal dominio di Naberius; tuttavia, i Demoni tendono una trappola a Terra, che viene catturata. Adam si reca da Leonore per chiederle di fornire un sicuro rifugio a lui e a Terra in cambio degli appunti; Leonore acconsente, ma in realtà ordina a Gideon di uccidere la creatura non appena recuperati gli appunti.
Adam va a recuperare il diario nel rifugio dove lo aveva nascosto insieme a Terra, e il servo di Leonore lo segue per attaccarlo dopo che lo stesso Adam ha ripreso con sé il diario; la creatura ha però la meglio su Gideon, che muore nello scontro. Saputo del rapimento di Terra, Adam distrugge gli appunti, incendiandoli, e poi attira l'intero esercito di Gargoyle nella base dei demoni, dando inizio a un violento scontro. Terra, anche lei dentro la base, è costretta a ridare vita al cadavere di Carl, ucciso dallo stesso Naberius per vincere la riluttanza della scienziata a procedere alla rianimazione. L'esecuzione del processo su Carl fa in modo che anche gli altri cadaveri nei sotterranei della base comincino a riprendere vita, iniziando a formare l'esercito del principe dei demòni: i corpi, riprendendo vita, possono essere posseduti dai demoni fatti discendere all'Inferno dai Gargoyle. Naberius cerca anche di far possedere Adam da un demone, ma non ci riesce perché le sue supposizioni sono sbagliate: Il mostro di Frankenstein ha un'anima. Nel frattempo, i Gargoyle guidati da Leonore distruggono i cadaveri durante il procedimento di rianimazione. Naberius viene ucciso da Adam. Leonore e l'intero esercito di Gargoyle escono dalla struttura decadente della base dei demòni con successo, e la creatura riafferma la propria individualità e la propria anima attribuendosi con orgoglio il nome di suo padre, Frankenstein.

## Curiosità
Il simbolo ricorrente nel film con cui sono marchiate le armi dei gargoyle è una croce tripla o papale.

## Produzione
Le riprese del film si sono svolte in Australia, nella città di Melbourne.

## Distribuzione
Il 4 ottobre 2013 viene diffuso online il trailer, mentre quello italiano viene diffuso il 2 dicembre.
La pellicola è stata distribuita nelle sale cinematografiche italiane a partire dal 23 gennaio 2014, mentre in quelle statunitensi dal 24 gennaio.

### Divieto
Il film ha ricevuto molti divieti in diversi paesi, per la presenza di nudità e scene di forte violenza.
È stato vietato ai minori di 12 anni in Svizzera, nei Paesi Bassi e in Corea del Sud. È stato vietato ai minori di 13 anni in Canada (solo in British Columbia), a Singapore e negli Stati Uniti.

## Accoglienza

### Critica
Il film è stato stroncato dalla critica; sul sito Rotten Tomatoes ottiene solo il 4% delle recensioni professionali positive, con un voto medio di 3,2 su 10 basato su 94 critiche, mentre su Metacritic ha un punteggio di 30 su 100.

### Incassi
Il film ha avuto incassi deludenti, con 71 milioni di dollari di fronte ad un budget di 65 milioni.

## Riconoscimenti
- 2014 - Australian Screen Sound Guild
  - Candidatura per la miglior colonna sonora dell'anno